# Sailauf

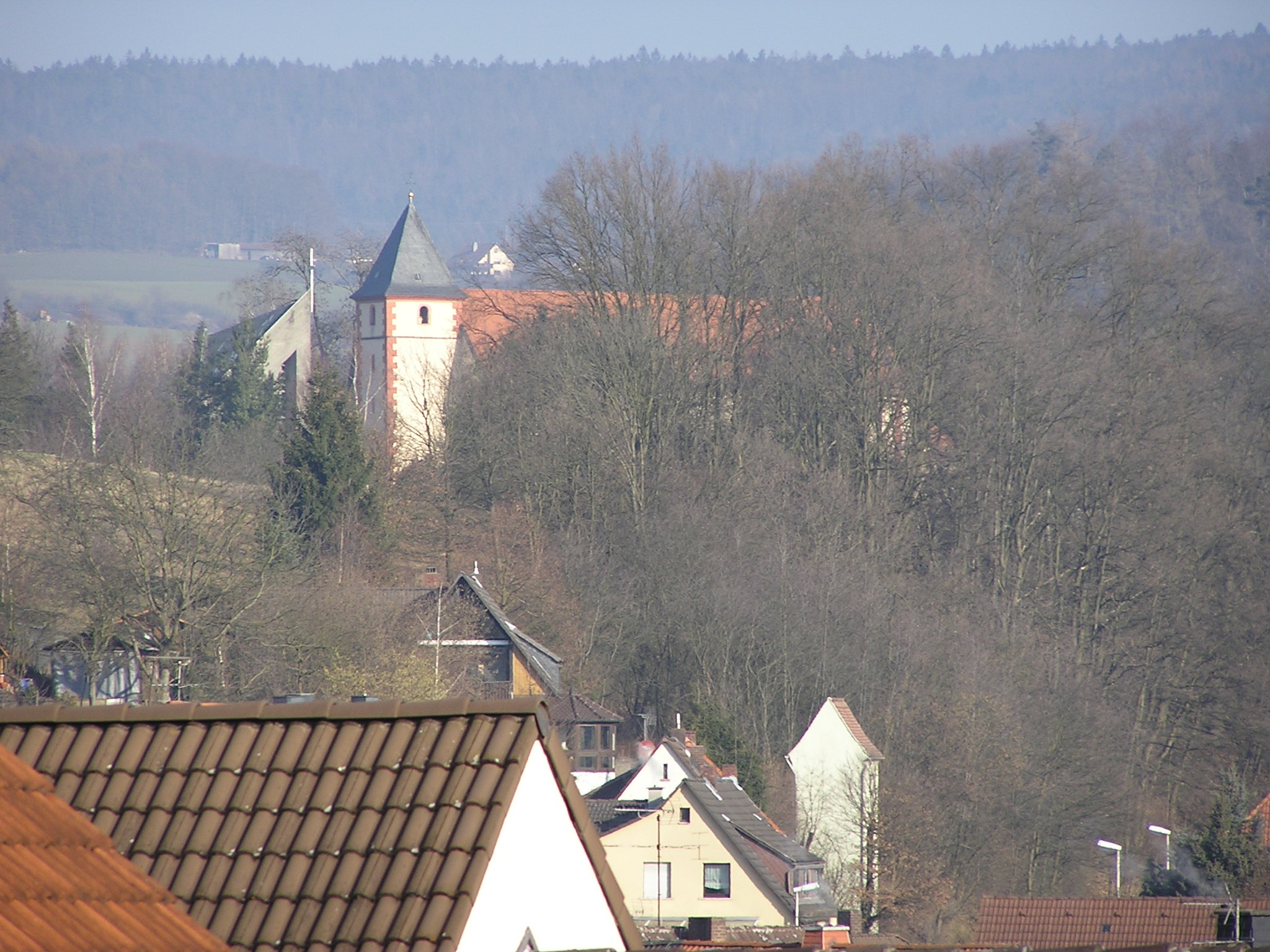

Sailauf è un comune tedesco di 3 726 abitanti, situato nel land della Baviera.